# Завадівка (Берестинський район)
Зава́дівка —  село в Україні, у Берестинському районі Харківської області. Населення становить 82 осіб. Орган місцевого самоврядування — Караванська сільська рада.

## Географія
Село Завадівка знаходиться на лівому березі річки Вільхуватка, вище за течією примикає село Стулепівка (Харківський район), нижче за течією примикає Червона Поляна, на протилежному березі - село Низівка (Харківський район). Річка в цьому місці сильно заболочена. На відстані 1,5 км розташована залізнична станція Караван.